# Ada Colau
Colau  Ballano est un nom espagnol. Le premier nom de famille, en général paternel, est Colau ; le second, en général maternel, souvent omis, est Ballano.
Ada Colau Ballano (prononcé en catalan [ˈaðə kuˈɫaw bəʎˈanu] et en espagnol ['aða 'kolaw βa'ʎano]), née le 3 mars 1974 à Barcelone, est une militante sociale et femme politique espagnole. Elle est maire de Barcelone entre 2015 et 2023 après avoir remporté les élections municipales de 2015 sous les couleurs du mouvement Barcelone en commun, avec le soutien de Podemos. Elle est la première femme à occuper ce poste. Réélue en 2019, elle est ensuite battue en 2023, le socialiste Jaume Collboni (PSC) lui succédant comme maire de Barcelone.
Elle a d'abord été connue en Espagne comme fondatrice et porte-parole de la Plateforme des victimes du crédit hypothécaire, une association militant pour le droit au logement dans le contexte de la crise immobilière espagnole, avant de remporter les élections municipales à Barcelone, 2e ville du pays, en mai 2015.

## Biographie
Ada Colau Ballano naît le 3 mars 1974 à Barcelone, grandit dans le quartier d'El Guinardó et suit des études de philosophie à l'université de Barcelone, sans pour autant valider sa licence. Elle a passé une année en tant que étudiante Erasmus à Milan at l’Università Statale di Milano.
Son engagement militant commence dans les années 1990 durant les protestations contre la guerre du Golfe. Au début des années 2000, elle est scénariste et actrice dans un second rôle de la série Dos + Una diffusée sur Antena 3. Parallèlement, elle s'investit dans le mouvement okupa et participe à diverses mobilisations, comme celle qui a eu lieu contre le G7 dans les consulats français et suisse de Barcelone en 2003 pour protester contre la situation de Martin Shaw, un activiste blessé pendant le sommet du G8 à Évian-les-Bains. Liée aussi au mouvement anti-globalisation, en 2003, elle a fait partie du mouvement « Aturem la guerra » (« Arrêtons la guerre » en catalan), qui s'est mobilisé contre la guerre d'Irak. En 2006, elle participe au mouvement pour un logement digne en Espagne (es) ainsi qu'au mouvement V de Vivienda.
Depuis 2007, elle travaille comme technicienne de coordination puis comme responsable du Logement à l'Observatoire des droits économiques, sociaux et culturels de Barcelone,.

### Vie privée
Elle a eu deux fils, nés en 2011 et 2017, avec l'économiste Adrià Alemany,. Elle se définit comme bisexuelle. Elle parle espagnol, catalan, anglais et italien.

### Fondation de la Plateforme des victimes du crédit
Après avoir participé à l'Atelier contre la violence immobilière, Ada Colau a été l'une des fondatrices de la Plateforme des victimes du crédit hypothécaire (Plataforma de Afectados por la Hipoteca, PAH) à Barcelone en 2009. Cette plateforme rassemble divers mouvements liés à cette problématique sociale, autour de la dette hypothécaire et des expulsés. Ensemble ils revendiquent le droit à la dation en paiement, c'est-à-dire la régulation de la situation d'un emprunteur par la possibilité de restituer son logement à la banque afin de se libérer de son prêt hypothécaire.
Quand les expulsions commencèrent à se multiplier, la PAH lança en 2010 la campagne Stop Expulsions. Le mouvement des Indignés et la plateforme La vraie démocratie maintenant ! aidèrent de manière décisive à relayer les revendications des différentes PAH des grandes villes d'Espagne et apportèrent de nouveaux militants pour la campagne Stop Expulsions,. Ada Colau acquit une notoriété médiatique en Espagne dans ce contexte de crise en 2012, comme principale représentante puis comme porte-parole de la plateforme à partir de 2014.

### Initiative populaire pour le logement digne

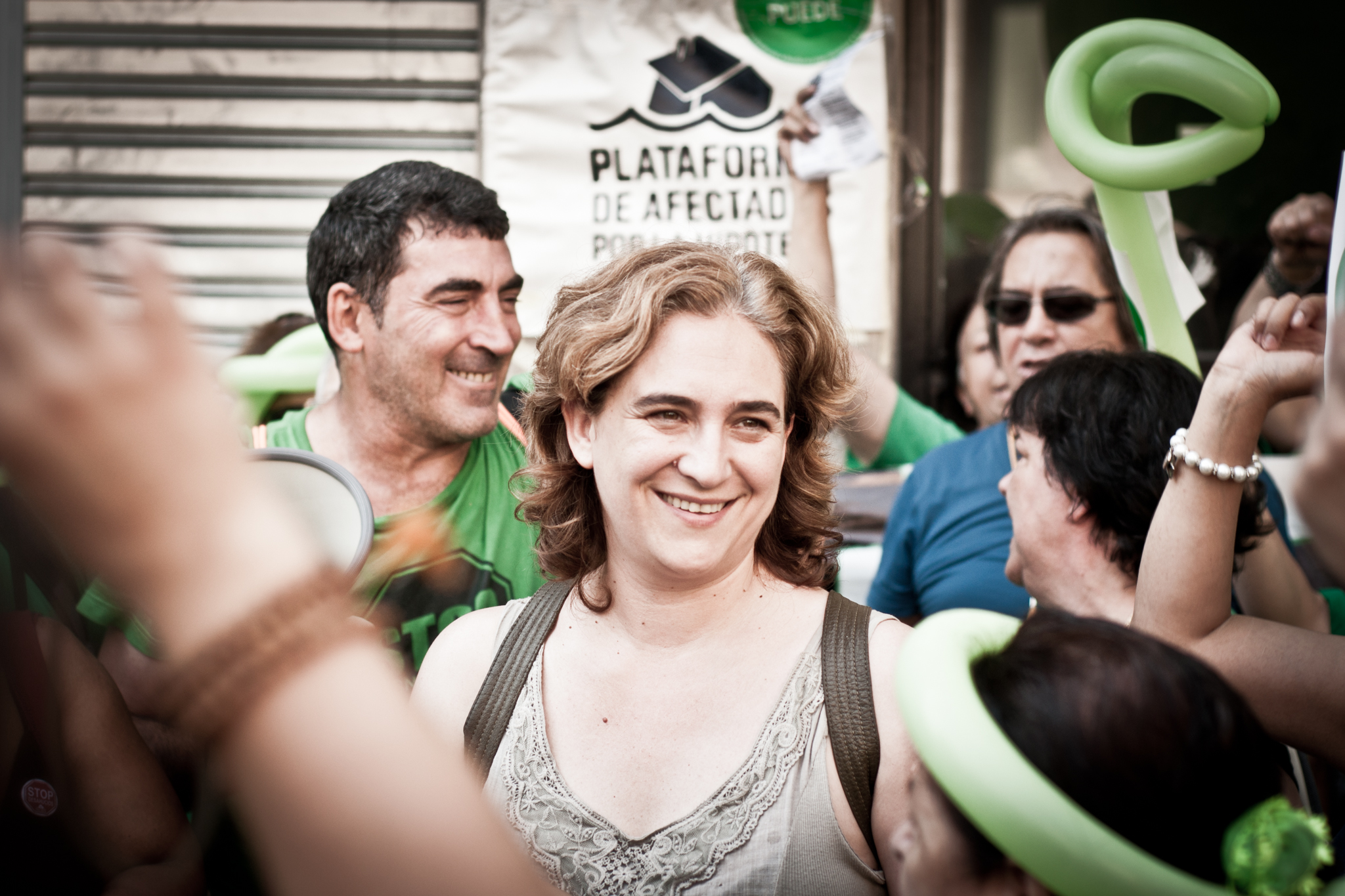
Ada Colau lors d'une manifestation de la PAH, en 2013.

En février 2013, Ada Colau fut chargée de présenter une initiative législative populaire (ILP) au Congrès des députés, au nom de la PAH, de l'Observatoire des droits économiques, sociaux et culturels et d'autres mouvements sociaux, afin que s'élabore une nouvelle législation hypothécaire. Cette initiative populaire, soutenue par 1 402 845 signatures de citoyens, consistait en une proposition de loi organisée autour de trois revendications : la dation en paiement comme moyen préférentiel pour recouvrir une dette contractée avec une banque pour une habitation principale, un moratoire de toutes les expulsions hors des habitations principales à la suite d'une hypothèque, et l'augmentation du nombre de logements sociaux parmi les habitations possédées par les banques.
Le 5 février, elle a personnellement défendu les propositions de cette initiative populaire devant la Commission de l’Économie du Congrès. Une semaine plus tard l'ILP était admise pour examen et discussion éventuelle par les groupes parlementaires. Colau déclara à cette occasion que cette approbation pour examen était « une victoire citoyenne et non d'un quelconque parti ». Elle réclama également que son contenu ne soit « ni perverti ni édulcoré » au cours de son examen parlementaire.
Durant l'examen de l'ILP, en mars 2013, la Cour de justice de l'Union européenne estime que les lois espagnoles règlementant les expulsions ne garantissaient pas aux citoyens une protection suffisante face aux clauses abusives des hypothèques et portaient atteinte à la règlementation communautaire. Selon la sentence, les expulsions pourront être gelées par le juge en accord avec la réglementation communautaire. Pour la PAH "la sentence est un soutien au contenu de l'initiative législative populaire".
Finalement, en avril, Ada Colau annonce retirer symboliquement l'ILP au nom de la PAH, après l'utilisation par le Parti populaire de sa majorité absolue au Congrès pour promulguer une loi sur les expulsions qui « porte atteinte à l'esprit et aux demandes qui ont été présentées » par l'ILP.

### Élections municipales de Barcelone de 2015

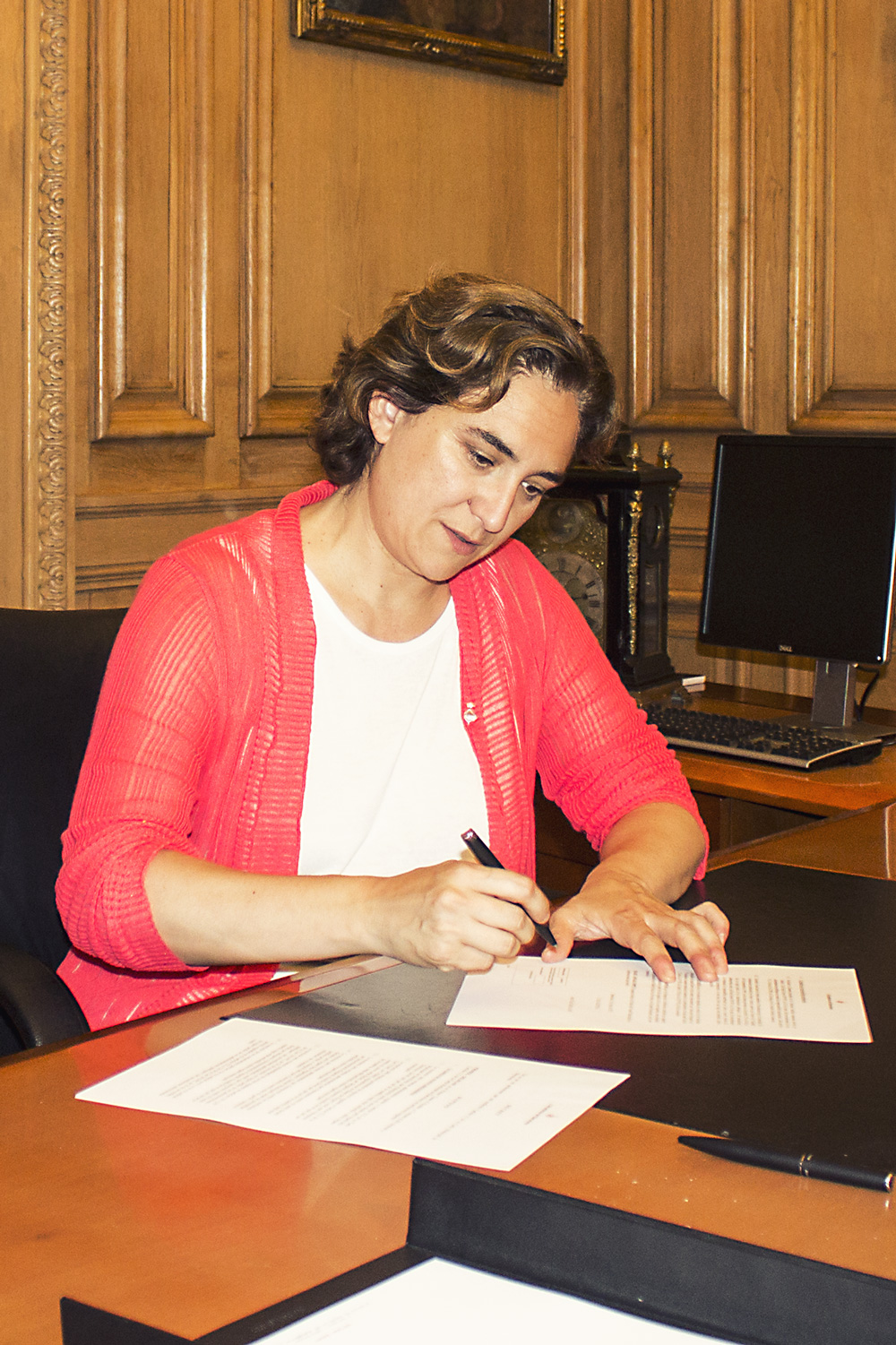
Signature des décrets de constitution du gouvernement municipal (2015).

Tête de liste de Barcelone en commun lors des élections municipales du 24 mai 2015, elle termine en tête du scrutin avec 25,21 % des voix, face au maire sortant Xavier Trias de Convergence et Union (CiU) qui remporte 22,72% des voix. Sa liste obtient donc 11 des 41 sièges de conseiller, tandis que celle de CiU en remporte 10.
Elle est élue maire le 13 juin 2015 à la majorité absolue grâce aux votes des conseillers municipaux de sa liste ainsi que de ceux de la Gauche républicaine de Catalogne (ERC), du Parti des socialistes de Catalogne (PSC) et de la Candidature d'unité populaire (CUP).

### Premier mandat de maire de Barcelone

#### Gouvernement BComú
Compte-tenu du nombre de sièges au conseil municipal et une majorité absolue fixée à 21, le groupe d'Ada Colau (BeC, 11 conseillers) ne gouverne pas seul, mais doit composer avec les conseillers municipaux d'ERC (5 conseillers), du PSC (4 conseillers) et de la CUP (3 conseillers).
Quatre mois après son élection elle est la personnalité politique préférée des Barcelonais, selon le Centre de recherches sociologiques,.
Peu après son investiture elle ordonne la suspension des travaux d'agrandissement du delphinarium du parc zoologique de Barcelone prévus par l'ancienne majorité. La fermeture du delphinarium est décidée et le transfert des dauphins dans un sanctuaire marin près de l'île grecque de Lipsi est envisagé. Le coût prohibitif des travaux d'agrandissement et la prise en compte du bien-être animal, en particulier chez les cétacés, sont en faveur de ce projet.
Après l'abrogation de la loi interdisant les corridas en Catalogne par le Tribunal constitutionnel en octobre 2016, elle promet que Barcelone restera une ville sans corridas, rappelant qu'elle en est exempte depuis 2004.

#### Gouvernement BComú - PSC
En mai 2016 le groupe du PSC et le groupe de BeC signent un accord de gouvernement. Les socialistes entrent ainsi au gouvernement de la ville, avec quatre de leurs conseillers, et notamment Jaume Collboni comme deuxième adjoint à la maire, chargé des Entreprises, de la Culture et de l'Innovation.
Bien que les municipalités espagnoles ne disposent que de peu de pouvoir en matière de santé publique, domaine relevant habituellement de la responsabilité des régions, l'administration d'Ada Colau fait de la santé mentale des habitants, en particulier des plus jeunes, une de ses priorités. Elle met sur pied dès son arrivée au pouvoir le plan de santé mentale 2016-2022, qui comprend 170 initiatives et conduit notamment à la création de différentes structurelles d'accueil, les Konsulta’m. Certaines initiatives ont été reprises à l’échelle nationale par le gouvernement, comme le numéro de téléphone de prévention du suicide. La municipalité de Barcelone a aussi signé un protocole avec le patronat et les syndicats pour améliorer la prévention dans les lieux de travail, développé un programme pour que les jeunes enfants développent leur « musculature émotionnelle » dans les écoles, et fait ouvrir des crèches entre 16 h 30 et 20 heures pour que les grands-parents qui s’occupent de leurs petits-enfants s’y retrouvent et s’entraident.
Lors des troubles qui suivent le référendum de 2017 sur l'indépendance de la Catalogne, elle se prononce contre une déclaration unilatérale d'indépendance mais pour un référendum légal.

#### Retour à un gouvernement BComú
En novembre 2017, elle rompt le pacte de gouvernement avec le PSC à la suite du soutien de ce dernier à l'utilisation par le gouvernement Rajoy de l'article 155 de la Constitution en réponse à la déclaration unilatérale d'indépendance, mettant la Catalogne sous tutelle.
En 2018, elle obtient après une bataille judiciaire la levée du veto du Tribunal constitutionnel sur l'expropriation des logements vides. Plus de 2 000 logements appartenant à des banques mais inoccupés depuis plusieurs années pourraient être convertis en logements sociaux.
En mars 2018, le conseil municipal vote la création de Barcelona Energía, une entreprise municipale de production, achat et vente d'électricité d'origine renouvelable. Plusieurs millions d'euros ont été investis pour installer de nombreux panneaux solaires sur des édifices publics. L'objectif est qu'à partir du 1er juillet les compagnies privées arrêtent de fournir en énergie les équipements municipaux et l'éclairage public, puis qu'en fin d'année la compagnie municipale puisse fournir de l'énergie à des particuliers.

### Élections municipales de 2019 et second mandat
Lors des élections municipales de 2019, au coude-à-coude avec son principal opposant, Ernest Maragall (ERC), ce dernier arrive finalement en tête à une courte majorité en voix, mais obtient le même nombre de sièges que Barcelone en commun. Le bloc de gauche arrive en tête mais, alors qu'Ernest Maragall était pressenti pour devenir maire de Barcelone avec les votes des deux autres formations de gauche, le Parti des socialistes de Catalogne, au positionnement unioniste, refuse de voter en faveur de l'investiture de la tête de liste d'un parti indépendantiste. De même, Manuel Valls, tête de liste du parti de centre droit Ciutadans, lui aussi unioniste, préfère voter en faveur d'une réélection d'Ada Colau, pour éviter qu'un indépendantiste ne devienne maire de Barcelone. Le 15 juin suivant, Ada Colau est donc réélue maire pour un second mandat à la majorité absolue par 21 voix sur 41. Les élus de la liste de Barcelone en commun et de celle du Parti des socialistes de Catalogne gouvernent alors ensemble pendant la totalité du mandat.
En juillet 2019 elle est réélue présidente de l'aire métropolitaine de Barcelone.

### Élections municipales de 2023
Le 15 mai 2022, un vote au sein de Barcelona en Comú (à 211 voix pour et 1 abstention) permet à Ada Colau de se présenter pour la troisième fois comme tête de liste aux élections municipales de 2023. Lors du scrutin de mai 2023, elle est devancée par le candidat de la droite nationaliste catalane et ancien maire entre 2011 et 2015, Xavier Trias. C’est finalement le socialiste Jaume Collboni (PSC) qui devient maire de Barcelone le 17 juin 2023.

## Prix
- 2013 : Prix du citoyen européen[8]

## Publications
- (ca) Vides hipotecades. De la bombolla immobiliària al dret a l'habitatge, Angle, 2012Écrit avec Adrià Alemany.
- (es) ¡Sí se puede!: Crónica de una pequeña gran victoria, Destino, 2013Écrit avec Adrià Alemany.